# Planetary Confinement
Planetary Confinement – trzeci album brytyjskiej grupy Antimatter, wydany w 2005 roku przez Prophecy Productions i The End Records. Po jego nagraniu z grupy odszedł Duncan Patterson.

## Lista utworów
1. "Planetary Confinement" – 1:33
2. "The Weight of the World" – 4:45
3. "Line of Fire" – 6:28
4. "Epitaph" – 4:11
5. "Mr. White" – 4:07
6. "A Portrait of the Young Man As an Artist" – 4:54
7. "Relapse" – 5:03
8. "Legions" – 7:24
9. "Eternity, Pt. 24" – 8:45